# 今井聡
今井 聡（いまい　さとし）は、日本の作曲家、編曲家。

## 略歴
東京音楽大学卒業、同大学研究科修了。作曲を池野成、伊福部昭に、指揮法を汐澤安彦に師事。1983年にイントラーダ ―行進曲風序曲― で第10回笹川賞創作曲コンクール吹奏楽部門2位を受賞、1999年に「レイディアント・マーチ」が全日本吹奏楽コンクール課題曲に選出された。

## 主な作品

### 吹奏楽曲
- イントラーダ ―行進曲風序曲―（第10回笹川賞創作曲コンクール 吹奏楽第2位）(1983)
- Radiant March（1999年度全日本吹奏楽コンクール課題曲）(1999)
- Festival Concerto for Solo Trombone and Wind Orchestra(2002)
- カンタータ・プロファーナ
- リナーレスの碑文

### ピアノ作品
- Rondo Concertante(2003)

### 編曲作品
- 舞踊曲「サロメ」
- 歌劇《はかなき人生》
- 吹奏楽の為の マルシュ・トゥリヨンファル

### 映画作品
- 「ゴジラVSキングギドラ」（1991年）　-　指揮補佐
- 「ゴジラVSデストロイア」（1995年）　-　指揮補佐